# 1860-1869
De jaren 1860-1869 (van de christelijke jaartelling) zijn een decennium in de 19e eeuw.

## Meerjarige gebeurtenissen en ontwikkelingen
Slavernij

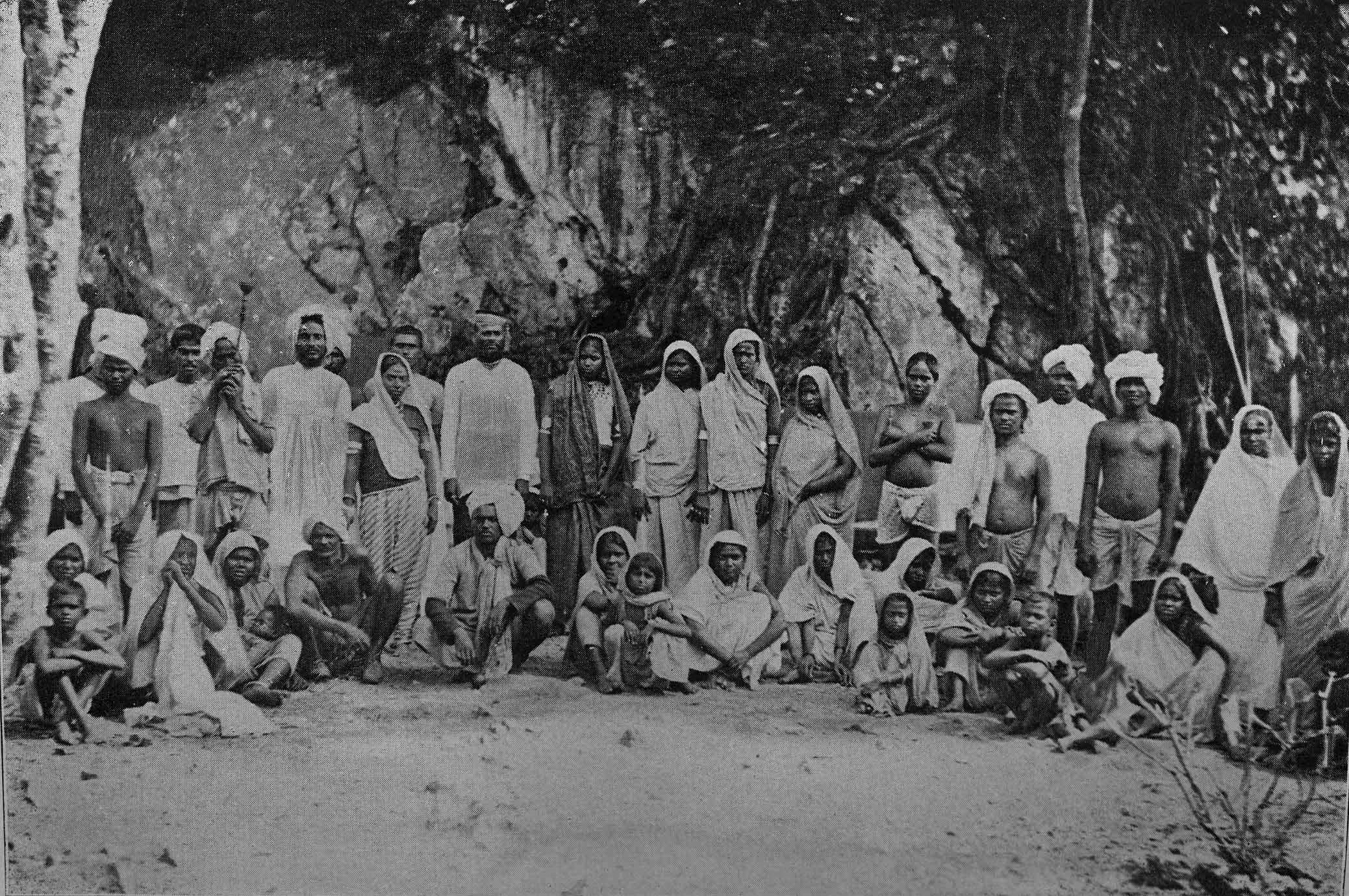
De nieuwe slaaf, de koelie

- 1860 : Loonslaaf. Terwijl overal ter wereld de slavernij wordt afgeschaft, voeren de Britten een nieuwe vorm van slavenhandel in, de zogenaamde contractarbeid. Massaal worden Indische koelies gedeporteerd naar de Britse koloniën.
- 1860 : President Abraham Lincoln spreekt zich uit voor de afschaffing van de slavernij in de Verenigde Staten.
- 1861 : Afschaffing van de lijfeigenschap in Rusland.
- 1863 : Emancipatiewet. Wetten ter opheffing der slavernij in Suriname en de Nederlandse Antillen.
- 1865 : Dertiende amendement van de Grondwet van de Verenigde Staten. De slaven krijgen de vrijheid. Vrijheid betekent geen gelijkheid.

Europa

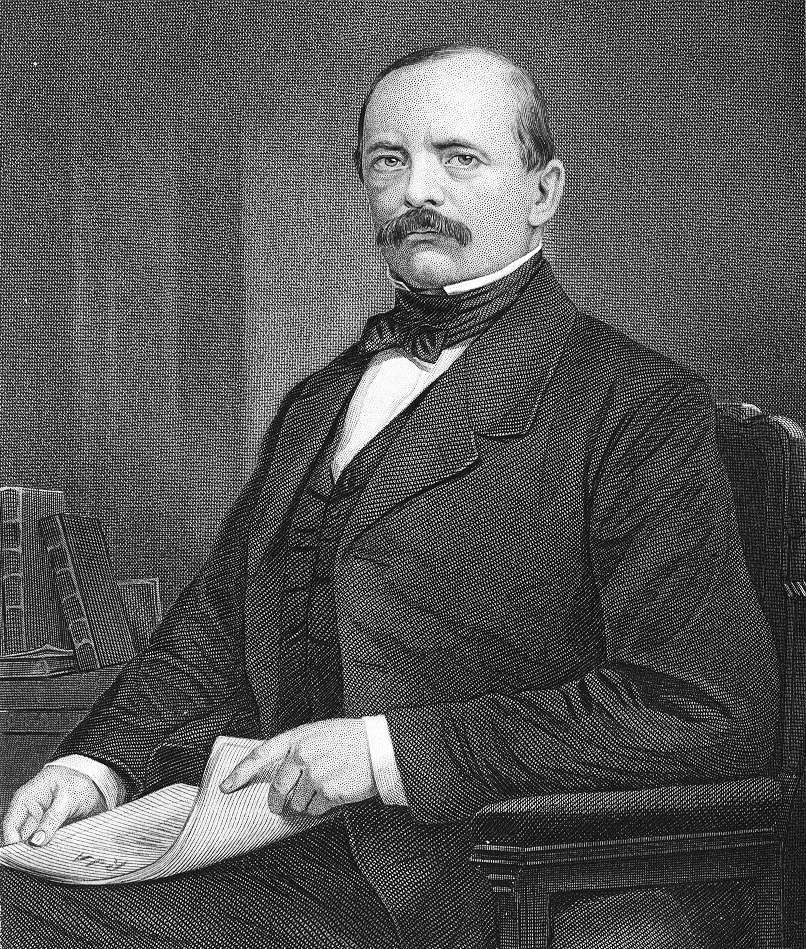
Otto von Bismarck 1873

- 1860 : Tocht van de duizend Roodhemden. Giuseppe Garibaldi, samen met Francesco Crispi, valt Sicilië binnen.
- Het Koninkrijk Italië ontstaat, met als hoofdstad eerst Turijn (1861-1865) en dan Florence (1865-1871). In het midden blijft de Kerkelijke Staat nog even bestaan onder militaire bescherming van Napoleon III met hulp van de Pauselijke Zoeaven, jonge katholieke vrijwilligers uit Nederland, Vlaanderen en Italië. Victor Emanuel II van Savoye wordt de eerste koning.
- 1862 : Vorstendom Roemenië ontstaat, met als hoofdstad Boekarest. De eerste vorst is Alexander Jan Cuza.
- 1862 : Koning Wilhelm I van Pruisen stelt Otto von Bismarck aan als Pruisisch premier.
- 1863 : Frankfurter Vorstendag. Oostenrijk probeert de bovenhand te behouden in de Duitse Bond, dit mislukt door Bismarcks toedoen.
- 1863 : Januariopstand. De opstand in het Congres-Polen wordt hardhandig onderdrukt en het land wordt bij Rusland ingelijfd, Weichselland.
- 1864 : Tweede Duits-Deense Oorlog. De Deense hertogdommen Sleeswijk en Holstein worden overrompeld door Pruisen en Oostenrijk.
- 1866-1868 : Finse hongersnood. De hongersnood, die ook het noorden van Zweden treft, wordt veroorzaakt door extreme weersomstandigheden. 150.000 mensen sterven de hongerdood, en velen emigreren naar Amerika.
- 1866 – Oostenrijks-Pruisische Oorlog, gewonnen door Pruisen, dat dankzij zijn spoorwegnet zijn troepen sneller kan verplaatsen. Pruisen annexeert Sleeswijk-Holstein, Hannover, Hessen-Kassel, Nassau en Frankfort.
- 1867 : Noord-Duitse Bond. Pruisen en zijn bondgenoten stichten een eerste federale Duitse staat.
- 1867 – Ausgleich tussen Oostenrijk en de Hongaren, waarbij de dubbelmonarchie Oostenrijk-Hongarije ontstaat.
- Spaanse Revolutie; koningin Isabella II van Spanje wordt gedwongen af te treden.

België
- België sluit vrijhandelsverdragen met Frankrijk (1861), Groot-Brittannië (1862) en het Duitse Tolverbond (1863). In 1864 voert het een algemeen vrijhandelstarief in.
- Aanleg van het Kanaal Roeselare-Leie door West-Vlaanderen, vooral ten bate van de graanverwerkende industrie.
- De Stelling van Antwerpen wordt gebouwd, die tot doel heeft de stad onneembaar te maken. Daartoe wordt in de periode van 1859 tot 1865 een omwalling aan de Stad gebouwd en een eerste fortengordel op 3,5 km afstand van dit vestingwerk. Deze moet de stad tegen bombardementen beschermen en vrijwaren van bezetting. Overal in Antwerpen worden protestmeetings gehouden tegen de vestingplannen. Uit deze protestmeetings komt de Meetingpartij voort, die het beginpunt heet te zijn van de Vlaamse Beweging.
- 1865 : Koning Leopold I van België sterft, hij wordt opgevolgd door zijn zoon Leopold II.

Nederland
- Nederland krijgt in dit decennium een spoorwegnet. De conservatieve minister-president Floris Adriaan van Hall krijgt in 1860 genoeg steun van liberale afgevaardigden om zijn wetsontwerp door het parlement te loodsen. Het bevat negen lijnen die zorgvuldig zijn verspreid over alle regio's en waarbij alle godsdienstige gezindten zijn bedacht.
- Rotterdam krijgt de Nieuwe Waterweg en voor Amsterdam wordt het Noordzeekanaal aangelegd.
- De uitbreiding van het spoorwegnet maakt het nodig een dienstregeling op te stellen, en daarvoor weer is een uniforme tijd onmisbaar. Zoals al in 1837 afgesproken nemen de spoorwegbedrijven de Amsterdamse Tijd in 1866 aan als spoorwegtijd voor heel het land. Behalve in Amsterdam hebben de steden met een spoorstation nu behalve hun eigen vaste tijd ook een stationstijd, die wel een half uur kan afwijken. Ook de telegraafdienst neemt de gemiddelde Amsterdamse tijd als standaardtijd voor al haar kantoren.
- Bij de volkstelling van 1859 woont 55% van de Nederlanders op het platteland en 45% in de stad. Bij de volgende telling in 1869 is de verhouding omgekeerd. Dat tekent het tempo in dit decennium van de verstedelijking.
- De pauselijke encycliek Quanta Cura van 1864 brengt verwijdering tussen de Nederlandse liberalen en katholieken. In 1866 zoeken de laatsten toenadering tot Groen van Prinsterer en de Conservatieven op onderwijsgebied. Katholiek en protestant vinden elkaar na eeuwen in de leuze "bijzonder onderwijs regel, openbaar onderwijs aanvulling".
- 1867 : De Luxemburgse kwestie dreigt Nederland te betrekken in een conflict tussen Pruisen en Frankrijk. De zaak wordt geschikt en de neutraliteit van een gedemilitariseerd Luxemburg gegarandeerd.
- Koning Willem III is beducht voor de Pruisische expansiepolitiek en bevordert op allerlei manieren de weerbaarheidsgedachte onder zowel burgers als studenten, zodat vele weerbaarheidsverenigingen opbloeien en er vele tientallen bij komen. Deze verenigingen hebben de landsverdediging op het oog, en oefenen in het omgaan met wapens, en in de voorbereiding op de krijgsdienst. Zo worden in 1866 de eerste officiële studentenweerbaarheden opgericht in Utrecht en Leiden.

Ottomaanse Rijk
- 1860-1861 : Franse interventie in Syrië. Na een conflict tussen de Maronieten en Druzen in het Libanongebergte vallen er ruim 3000 christelijke doden. Frankrijk stuurt troepen om de maronieten te beschermen, en vestigt een semiautonoom gebied dat Moutassarifat van het Libanongebergte wordt genoemd.
- 1864 : Einde van de Kaukasusoorlog. De Russen die de oorlog hebben gewonnen, verdrijven de lokale bevolking, de Circassiërs, naar het Ottomaanse Rijk. In drie jaar verlaten een half miljoen mensen hun woongebied.
- 1867 : Isma'il Pasha wordt de eerste kedive van Egypte.
- 1869 : Isma'il Pasha opent plechtig het Suezkanaal.

Noord-Amerika
- 1861-1865 : Amerikaanse Burgeroorlog. Inzet zijn de slavernij in het zuiden en de mate van zelfstandigheid van de aangesloten staten. Behalve de geregelde legers zijn de Bushwhackers actief, burgermilities aan zuidelijke kant.
- 1865 : Na de nederlaag van de zuidelijke troepen en de moord op president Abraham Lincoln begint de Reconstructie . Lincolns opvolger Andrew Johnson weet er maar op het nippertje aan te ontkomen te worden afgezet.
- 1867 : Canadese Confederatie. Nova Scotia, New Brunswick, Ontario en Quebec voegen zich samen om zich te wapenen tegen de Amerikaanse invloed.

Latijns-Amerika
- 1861-1867 : Franse interventie in Mexico. De Mexicaanse regering kondigt in 1861 een moratorium af op de aflossing van de buitenlandse schulden. De schuldeisers Spanje, Frankrijk en het Verenigd Koninkrijk sturen troepen.
- 1864 : De Oostenrijkse aartshertog Maximiliaan van Habsburg wordt keizer van het Tweede Mexicaanse Keizerrijk.
- 1865-1870 : Oorlog van de Drievoudige Alliantie. Paraguay vecht tegen een alliantie bestaande uit Brazilië, Argentinië en Uruguay.
- 1867 : Keizer Maximiliaan wordt geëxecuteerd, Benito Juárez wordt opnieuw president van de republiek Mexico.
- 1868-1878 : Tienjarige Oorlog. Cuba probeert zich los te wrikken uit Spaans-West-Indië.

Azië
- 1860 : Conventie van Peking maakt een einde aan de Tweede Opiumoorlog. De Europese alliantie krijgt het Kwartier van de Gezantschappen in Peking. De Chinese keizer Xianfeng vlucht samen met de hofhouding naar Jehol.
- 1861 : Keizer Xianfeng sterft in ballingschap. De kinderloze keizerin-weduwe Ci'an en de concubine, moeder van zijn enige zoon Zaichun, de nieuwe keizer Tongzhi, Cixi, grijpen de macht. Beide weduwen worden regentessen van de minderjarige keizer. Omdat zij niet gezien mogen worden, delen ze van achter een gordijn hun orders uit.
- 1862 : Frans-Cochinchina wordt een Franse kolonie.
- 1863 : Bombardement van Shimonoseki. Nadat de Japanse keizer Komei het bevel had gegeven om alle westerlingen te verdrijven, vallen de geallieerden aan.
- 1867 : Keizer Komei sterft, hij wordt opgevolgd door zijn zoon Meiji, het begin van de Meijiperiode.
- De Engelse Anna Leonowens reist op vraag van koning Rama IV vanuit Singapore naar Siam, tegenwoordig Thailand, om zijn kinderen te onderwijzen. Van 1862 tot 1868 verblijft ze aan het Siamese Hof. Zij onderwijst onder meer prins Chulalongkorn, de latere koning Rama V.

Afrika
- De Transvaalse Burgeroorlog begint in 1861 met een gewapende opstand van commandant-generaal Stephanus Schoeman tegen de regering van de Zuid-Afrikaansche Republiek (Transvaal). Nadat zijn staatsgreep ongedaan is gemaakt door Paul Kruger, vlucht Schoeman naar Oranje Vrijstaat.
- 1867 – het eerste schip vaart door het Suezkanaal.
- De Nederlandse freule Alexine Tinne reist door Noord-Afrika, eerst vanaf 1862 naar de bronnen van de Nijl en vervolgens van Algiers naar de Sahara. Daar wordt ze in 1869 door Toearegs vermoord.
- Door gebiedsruil met het Verenigd Koninkrijk verkrijgt Nederland in 1867 een nieuw gebied in West-Guinea op de Goudkust. De inlandse koningen zijn niet in het traktaat gekend, en de bevolking komt in opstand. Daarop onderneemt de Nederlandse marine de Nederlandse Goudkustexpeditie (1869-1870).

godsdienst
- De grote synagoges in Lyon en Marseille (rond 1864) en de grote synagoge de la Victoire in Parijs (vanaf 1867) worden gebouwd. Onder de joden ontstaat een trek naar deze steden.
- Charles kardinaal Lavigerie, aartsbisschop van Algiers, sticht in 1868 de Orde van de Witte paters en in 1869 die van de Witte zusters voor het missiewerk in zijn diocees.

Militair
- Oprichting van het internationale Rode Kruis te Genève, om oorlogsslachtoffers (toen allereerst gewonde soldaten) te kunnen helpen.
- Conventie van Genève (Rode Kruis).
- Het geweer vervangt de musket. In 1866 verslaat het Pruisische leger het Oostenrijkse leger mede dankzij de invoering van geweren met achterlading. Het grote voordeel is dat Pruisische soldaten niet langer staand hoeven te vuren, zoals de Oostenrijkers, maar dit ook liggend kunnen doen.
- Het Gatling gun wordt in 1861 op de markt gebracht en komt dus juist op tijd voor de Amerikaanse Burgeroorlog. Het is een snelvuurkanon, een voorloper van de mitrailleur.
- Spoorwegen verplaatsen troepen snel over grote afstanden, terwijl de telegrafie op afstand versnelt.
- Stoom maakt een eind aan het militaire nut van het zeilschip.

Innovatie
- De toepassing van het Bessemerprocedé en het Siemens-Martinproces voor de productie van staal uit ijzererts leidt tot de Tweede industriële revolutie.
- De Belgische chemicus Ernest Solvay ontwikkelt in 1861 een procedé om op grote schaal natriumcarbonaat (sodazout) aan te maken. In 1863 sticht hij met zijn broer Alfred in Couillet bij Charleroi onder de naam Solvay et Compagnie het bedrijf dat zal uitgroeien tot een industrieel wereldbedrijf.
- In het laboratorium van BASF wordt in 1868 de productie mogelijk van Alizarine, de eerste synthetische kleurstof ter wereld. De meekrapteelt in Zeeland, de natuurlijke bron van Alizarine, levert in 1869 nog zes miljoen gulden op, maar stort het volgend jaar helemaal in.
- In Oostenrijk bouwt de timmerman Peter Mitterhofer tussen 1864 en 1869 enkele prototypes van een schrijfmachine. Tegelijkertijd construeren de Amerikanen Christopher Sholes en Carlos Glidden het eerste model dat in een kleine serie zal worden gefabriceerd door Remington.
- In Parijs, Berlijn en andere grote steden worden systemen voor buizenpost aangelegd.
- Ernest Michaux, de zoon van een Parijse wagenmaker, monteert in 1861 een paar trappers aan het voorwiel van een draisine. De houten zitbalk vervangt hij door een gietijzeren. In 1867 gaat hij het voorwiel groter maken en het achterwiel kleiner, om de snelheid te vergroten. Zo ontwikkelt hij de vélocypède, en hij verkoopt er 20.000 van.
- Vanaf de jaren 1860 kan ijs kunstmatig geproduceerd worden door het condenseren van etherdamp, een vinding van de Engels-Australische drukker James Harrison.

Verkeer
- 1869 – De eerste transcontinentale spoorweg in de Verenigde Staten wordt voltooid.
- De Grand Central Belge ontstaat door diverse fusies in de jaren 1864-1867. Het is een consortium van privéspoorwegmaatschappijen en zal blijven bestaan tot het einde van de 19de eeuw.
- De Kuilenburgse spoorbrug over de Lek wordt gebouwd tussen 1863 en 1868, bij de aanleg van de Spoorlijn Utrecht – Boxtel. Om de scheepvaart niet te hinderen komen er geen pijlers in de rivier, daarom krijgt de hoofdoverspanning een lengte van 157 meter, de langste overspanning in Europa.

Scheepvaart
- Begonnen wordt met het uitbaggeren van de riviermonden aan de Nederlandse kust. Er worden zes rijksbaggermolens gebouwd door Adriaan Volker, die op stoomkracht beginnen met het uitdiepen van de Merwede. Het is de bedoeling dat de grote rivieren zo worden verbeterd, dat ze weer zelf de vaargeul op diepte gaan houden.
- De Scheveningse reder Adrien Eugène Maas introduceert in 1866 de logger in Nederland voor de vleetvisserij op haring.

Economie
- In de wereld ontstaat een groot tekort aan katoen ("cotton famine") ten gevolge van de Amerikaanse burgeroorlog. De achtergebleven Twentse katoenindustrie profiteert hiervan en moderniseert razendsnel. Spinnerijen en weverijen gaan over van handkracht op stoomkracht en de huisarbeid wordt teruggedrongen tot afgelegen plaatsen. De grote stadsbrand van Enschede werkt de modernisering in de hand.
- Onder invloed van de telegrafie en de stoomvaart maakt de stapelmarkt plaats voor de transitohandel.
- De Noor Svend Foyn vertrekt in 1864 op het eerste speciaal gebouwde vangschip Spes et Fides (hoop en vertrouwen), met zeven walviskanonnen (die ieder een harpoen en een granaat afzonderlijk afschieten) gemonteerd op het voorschip. Na jaren van perfectioneren ontvangt hij in 1870 octrooi op een harpoengranaatkanon dat een harpoen én een granaat tegelijk afschiet. Met deze ontwikkeling begint de moderne walvisvaart.

Communicatie

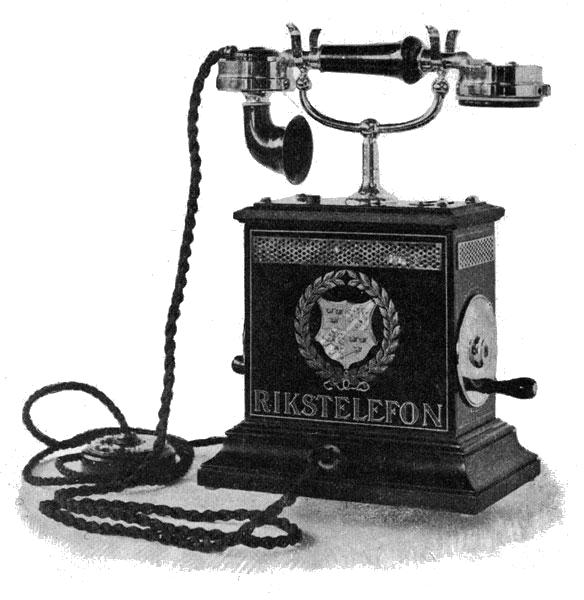
Telefoontoestel uit 1896

- Telegraafkabels worden aangelegd van Siberië naar de Verenigde Staten, van Hongkong naar Manilla en van Suez door de Rode Zee naar Bombay. Zelfs de keizer van China verleent in 1868 vergunning om Shanghai en Kanton telegrafisch te verbinden.
- Aanleg onder zee van vijf trans-Atlantische telegraafkabels vanaf het grootste schip ter wereld: de Great Eastern. Nadat de eerste kabel in 1858 na korte tijd is uitgevallen, zijn nieuwe exemplaren voorzien van een beschermende "jas" van gutta percha.

Medisch

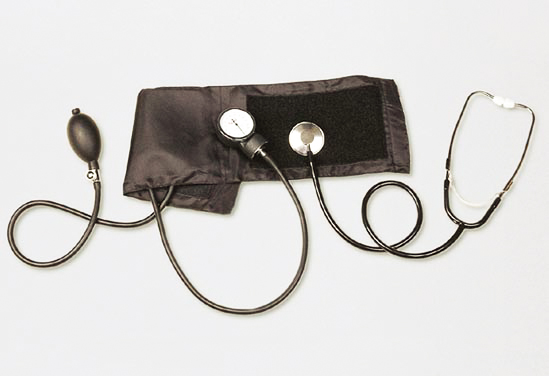
Bloeddrukmeter

- Louis Pasteur ontwikkelt een serum tegen hondsdolheid en miltvuur.
- 1862 – Ignaz Semmelweis in Wenen en Joseph Lister in Glasgow gebruiken antiseptica bij wondverzorging en operaties.
- 1865 – De eerste bloeddrukmeter wordt ontworpen door Karl Ludwig.

Wetenschap
- De eerste serieuze opgravingen van Pompeï beginnen in 1860 onder leiding van de archeoloog Giuseppe Fiorelli. Hij is ook degene die het procedé bedenkt om gipsafgietsels van de slachtoffers te maken.
- 1865 – Friedrich Kekulé verklaart de moleculaire structuur van de benzeenring en verricht pionierswerk in de organische scheikunde.
- Antonio Pacinotti publiceert in juni 1865 een artikel over een prototype van een gelijkstroommachine op inductie waarvan de werking sterk is verbeterd ten opzichte van vorige types. Hij noemt zijn machine macchinetta, klein machientje, maar het wordt bekend onder de naam Ring van Pacinotti. Rond 1869 brengt Zénobe Gramme een aantal belangrijke verbeteringen aan. Hij slaagt erin om een model te produceren dat een voldoende grote en constantere gelijkstroom kan leveren bij een relatief belangrijk vermogen, voor gebruik in laboratoria.
- Tijdens zijn reizen door China ontdekt de missiepater Armand David de vaantjesboom, stuurt hij drie exemplaren van het Pater-Davidshert naar huis en beschrijft hij de reuzenpanda.

Voeding
- 1862 – Louis Pasteur werkt samen met Claude Bernard een methode uit voor het bewaren van voedingsmiddelen door het doden van bacteriën, pasteurisatie.
- De Amerikaanse druifluis reist op sierplanten mee over de Oceaan en duikt in 1863 op in de Provence. Een groot deel van de wijnaanplant moet worden gerooid. In 1868 doopt Jules Émile Planchon de druifluis Phylloxera vastatrix.

Kunst en Cultuur

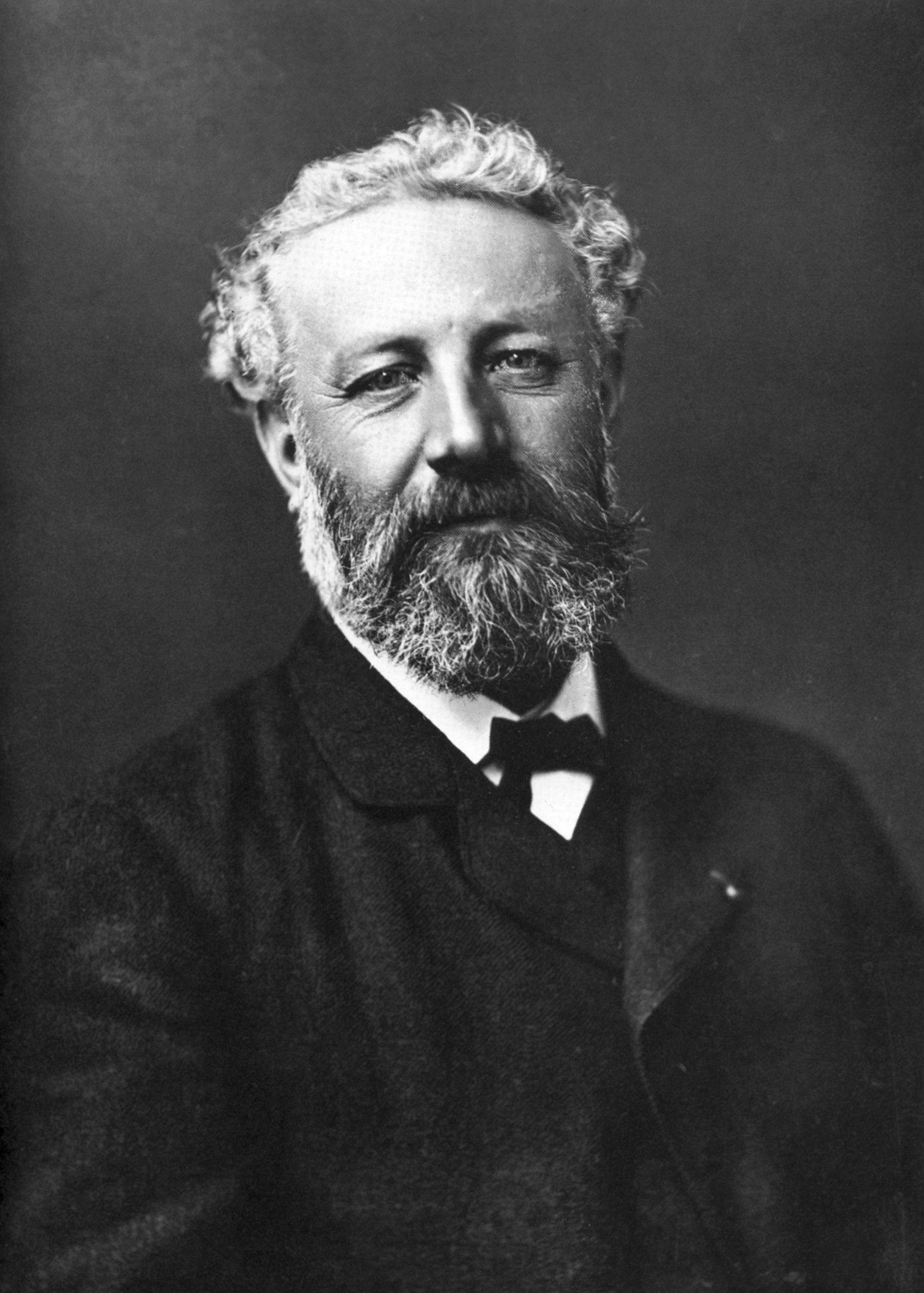
Jules Verne

- Doorbraak, ook in het Nederlandse taalgebied, van de schrijver Jules Verne met futuristische reisverhalen als "Vijf weken in een luchtballon" en "Naar het middelpunt der aarde".
- In Frankrijk ontstaat het Impressionisme in de schilderkunst.
- De dichters van de Parnasse zetten zich vooral in de vorm af tegen de Romantiek en propageren het principe van l'Art pour l'Art (kunst omwille van de kunst): alleen dat wat zonder enig nut is kan mooi zijn. Gestreefd wordt naar een poëzie met een zuivere vormschoonheid, zonder morele gepreoccupeerdheid.
- Het Gelderse Oosterbeek is een trefpunt van kunstschilders, het Nederlandse Barbizon.
- Begin van de monumentenzorg in Nederland met de verklaring tot Rijksmonument van de Ruïne van Brederode en de aankoop door het Rijk van het hunebed van Borger.
- Na afschaffing van de slavernij in Suriname wordt de kawina, de traditionele zang en dans van de slaven op de plantages, amusementsmuziek, met teksten die meer maatschappijkritisch van toon zijn. Kawina wordt vanaf nu door orkesten van rond de tien bandleden vertolkt, op diverse Surinaamse percussie-instrumenten. Kenmerkend zijn de trommels met dubbelvel, de Siksak en de kwakwabangi. De zang blijft in roep-en-antwoordpatroon.

Stad en land
- Na de Stadsbrand van Enschede (1862) wordt de stad snel herbouwd. De textielfabrieken komen buiten de stadskern en zijn modern uitgerust. Er komen ook fabrieksscholen, waarop de werkende kinderen verplicht onderwijs volgen. Buiten werktijd, dat wel.
- De nieuwe burgemeester van Brussel Jules Anspach begint met de overwelving van de Zenne, die zwaar vervuild is en regelmatig overstroomt.
- Dr. Jules Guyot bezoekt tussen 1861 en 1867 alle wijngebieden in 71 departementen van Frankrijk. Daarna publiceert hij een "Étude des vignobles de France", een boek dat tot grote veranderingen in de Franse wijnbouw zal voeren.
- Onder leiding van Georges-Eugène Haussmann gaat Parijs op de schop. De middeleeuwse stad met haar stegen en sloppen, broeinesten van epidemieën en revoluties, wordt doorsneden door brede boulevards. De Jardin du Luxembourg wordt verkleind en het Bois de Boulogne aangelegd.

Vrouw
- In Londen wordt in 1865 de Kensington Society opgericht door dames uit de middenklasse, die kiesrecht en toegang tot hoger onderwijs willen. Hun petitie voor vrouwenkiesrecht wordt in 1866 door John Stuart Mill in het Lagerhuis gebracht.
- Hoogtij van de crinoline. Deze kooi van soepele hoepels zorgde ervoor dat alle dikke onderrokken voorgoed naar de kleerkast verdwenen. De constructie vergt meters stof. Door het sterke contrast komt ook de extreem ingesnoerde taille veel beter uit. (Vrouwen vallen als gevolg van ademnood door de insnoering geregeld flauw).

Sport
Polo wordt in Europa bekend, als Britse officieren het 'paardenhockey' in 1869 vanuit de koloniën naar Engeland brengen, in 1872 wordt daar de eerste poloclub opgericht. In 1875 doet polo zijn intrede in Argentinië en in 1876 in Amerika. 
<< · 1860 · 1861 · 1862 · 1863 · 1864 · 1865 · 1866 · 1867 · 1868 · 1869 · >>
<< · 1800-1809 · 1810-1819 · 1820-1829 · 1830-1839 · 1840-1849 · 1850-1859 · 1860-1869 · 1870-1879 · 1880-1889 · 1890-1899 · >>